# Număr platonic
Numerele platonice sau platoniciene sunt o clasă de numere figurative, care cuprinde toate numerele care fac parte din șirurile numerelor poliedrice corespunzătoare poliedrelor platonice, adică din șirurile de:
- numere tetraedrice,[3]
- numere cubice,[4]
- numere octaedrice,[5]
- numere dodecaedrice,[6]
- numere icosaedrice.[7]

Șirul numerelor platonice se formează prin interclasarea termenilor șirurilor enumerate anterior. Primii termeni ai șirului sunt:
1, 4, 6, 8, 10, 12, 19, 20, 27, 35, 44, 48, 56, 64, 84, 85, 120, 124, 125, 146, 165, 216, 220, 231, 255, 286, 343, 344, 364, 455, 456, 489, 512, 560, 670, 680, 729, 742, 816, 891, 969, 1000, 1128, 1140, 1156, 1330, 1331, 1469, 1540, 1629, 1728, 1771, 1834.

## Șiruri asociate cu poliedrele platonice
Alte șiruri asociate cu poliedrele platonice în ordinea tetraedru, cub, octaedru, dodecaedru, icosaedru sunt:
- șirul numerelor vârfurilor poliedrelor platonice,[8]
- șirul numerelor laturilor poliedrelor platonice,[9]
- șirul numerelor fețelor poliedrelor platonice.[10]